# 1068
Năm 1068  trong lịch Julius.

## Sự kiện
- Ngày 01 Tháng 1-Eudocia Macrembolitissa cưới của tướng Romanus Diogenes, người trở nên thành hoàng đế Đế quốc Byzantine.
- Thiên hoàng Go-Sanjō lên ngôi vua của Nhật Bản.
- William các Conqueror chiếm được Exeter sau một cuộc bao vây ngắn.